# Portals Vells
Portals Vells és una cala del terme municipal de Calvià, a Mallorca. Confronta amb el Toro cap a l'oest, amb la Porrassa a l'est, amb Son Ferrer al nord i amb el mar cap al sud. La zona es troba envoltada per un camp de golf anomenat Golf Ponent i un bosc de pins. Conforma una gran cala que acull diverses platges: una petita cala nudista anomenada el Mago (per mor d'una pel·lícula que s'hi va filmar); la platja del Rei; i una altra petita cala amb dues petites platges (Platgeta de Portals Vells i Caleta de Portals Vells, on es troben les pedreres on es van tallar els blocs de pedra per construir la Seu i que donen nom al lloc).

## Topònim
El nom de Portals prové d'un antic Port Alt que ha esdevengut Portals per contaminació del substantiu portal i pluralització. La forma antiga és documentada per primera vegada el 1419 al Llibre dels Mostassaf, en una citació que ja al·ludeix a les pedreres de la localitat (que alguna persona [...] no gos [...] tallar o fer tallar pedra en la pedrera de Port Alt [...]). Les pedreres del dit port formaven una esplanada davant la boca de la pedrera, de la qual es carregaven les pedres de la pedrera per transportar-les a ciutat. Sembla que l'alçada de l'esplanada hauria causat el topònim. Més tard s'hauria pluralitzat, procés durant el qual hauria perdut la t, i d'aquesta manera esdevengué Portals.
Quan la imatge de la Mare de Déu de Portals fou traslladada fora de Portals, el nou emplaçament rebé el nom de Portals Nous, de manera que l'antic Portals esdevengué Portals Vells.

## Història
La llegenda conta que el segle xv uns navegants genovesos van topar amb un fort temporal. L'atzar els va arrossegar cap a la badia de Portals Vells, van entrar a la cala per protegir-se i, en agraïment, van dipositar la imatge d'una marededeu en una de les coves artificials que els picapedrers havien obert al penya-segat per extreure’n blocs de pedra. Durant el mateix segle, van traslladar la imatge de la Mare de Déu de Portals a una capella de Calvià i, segons que diu la llegenda, cada vegada que la hi deixaven, misteriosament tornava a la pedrera on la van col·locar per primera vegada els mariners. Allà es va venerar fins al 1866 quan, per fer més còmoda la visita, la van traslladar a uns terrenys on s'havia construït el nou oratori (que ha donat nom a la platja de l'Oratori).